# Lingua nogai
La lingua nogai o nogay (nome nativo: ногай тили, nogaj tili; in russo: ногайский язык, nogajskij jazyk) è una lingua turca parlata nella Federazione Russa, nel Caucaso settentrionale.

## Distribuzione geografica
Al censimento russo del 2010 risultavano 87.100 locutori di nogai, stanziati principalmente nelle repubbliche di Calmucchia, Karačaj-Circassia, Cecenia e Daghestan, e nel Territorio di Stavropol'.

## Classificazione
Secondo Ethnologue, la classificazione della lingua nogai è la seguente:
- Lingue altaiche
  - Lingue turche
    - Lingue turche occidentali
      - Lingue aralo-caspiche
        - Lingua nogai

## Sistema di scrittura
Per la scrittura si utilizza l'alfabeto cirillico.